# Laurel (Batangas)
Laurel es un municipio filipino de tercera clase, perteneciente a la provincia de Batangas, en la isla de Luzón.

## Organización territorial
Se divide en veintiún barangayes, a saber:
- As-Is
- Balakilong
- Berinayan
- Bugaan East
- Bugaan West
- Buso-buso
- Dayap Itaas
- Gulod
- J. Leviste
- Molinete
- Niyugan
- Paliparan
- Barangay 1
- Barangay 2
- Barangay 3
- Barangay 4
- Barangay 5
- San Gabriel
- San Gregorio
- Santa María
- Ticub

## Demografía
Según el censo de 2020, tenía empadronados 43 210 habitantes.